# 大塚初重
大塚 初重（おおつか はつしげ、1926年11月22日 - 2022年7月21日）は、日本の考古学者。明治大学教授・名誉教授、日本考古学協会会長を務めた。主として弥生時代と古墳時代を研究領域とし、岩宿遺跡（群馬県みどり市）、登呂遺跡（静岡市）、三昧塚古墳（茨城県行方市）などの発掘調査を手掛けた。

## 経歴
東京都生まれ。1943年、郁文館商業学校を卒業。太平洋戦争末期の1945年（昭和20年）4月14日未明、海軍兵として乗り組んだ輸送船が中国大陸の上海に向かう途中、済州島沖での停泊時にアメリカ海軍潜水艦に雷撃され、積み荷の魚雷が誘爆。甲板に上がる階段は焼け落ちており、垂れ下がっていたクレーンのワイヤーに飛びついて海上に逃れたが、続いて胴や脚にすがりついてきた他の乗員らを振り落としてしまい、その体験を戦後、小野田寛郎と雑誌対談で明かした。漂流物につかまって炎上する輸送船を見ながら、「神風は吹かなかった」と思い、日本を神国とする皇国史観に疑問を持ったのが歴史を学ぶきっかけになる。乗船していた船が米軍に撃沈され東シナ海を漂流した体験は二度に及び、敗戦時は上海の海軍第二気象隊に属していた。
復員後、特許庁で勤務しつつ明治大学文学部考古学専攻を卒業。明治大学大学院文学研究科考古学専攻に進学し、修士課程に続き、1957年（昭和32年）に博士課程を修了して文学博士の学位を取得する。
長く明治大学教授を務め、文学部長や体育会硬式庭球部長にも就いた。登呂遺跡や綿貫観音山古墳（群馬県高崎市）など、多数の遺跡の発掘調査を担当した。日本考古学協会会長、日本学術会議会員、山梨県立考古博物館館長（磯貝正義の後任）、千葉県文化財審議委員、成田市文化財審議委員などを歴任。
明治大学リバティアカデミーで月2回の講演を引き受けていたほか、カルチャーセンターや、全国の博物館などでの講演を行っていた。また、2014年（平成26年）より淑徳大学人文学部歴史学科客員教授に就いていた。
2022年7月21日、肺炎で死去。

## 著書
- 『弥生時代の考古学』学生社、1973年。
- 『考古学による日本歴史12 芸術・学芸とあそび』雄山閣出版、1998年2月。ISBN 4-639-01497-X
- 『東国の古墳と大和政権』吉川弘文館2002年　ISBN　9784642077859
- 『君よ知るや わが考古学人生』学生社、2005年11月。ISBN 4-311-20279-2
- 『考古学から見た日本人』青春出版社<青春新書INTELLIGENCE>、2007年1月。ISBN 4-413-04162-3
- 『邪馬台国をとらえなおす』講談社、2012年4月。ISBN 4-062-88154-3
  - 「読みなおす日本史」にて復刊、吉川弘文館 2021年　ISBN　9784642071659
- 『土の中に日本があった：登呂遺跡から始まった発掘人生』小学館、2013年5月。ISBN 4-096-26323-0
- 『歴史を塗り替えた日本列島発掘史』KADOKAWA/中経出版、2014年12月。ISBN 4-046-00919-5
- 『古代天皇陵の謎を追う』新日本出版社、2015年5月30日。ISBN 4-406-05905-9

## 共著
- 大塚・小林三郎・下平秀雄『信濃・長原古墳群―積古塚の調査』長野市教育委員会、1968年。
- 大塚・小林三郎・川上博義『茨城県玉里村舟塚古墳―発掘調査のあらまし』茨城県立美術博物館 舟塚古墳調査団、1971年。
- 大塚・小林三郎・『勝田市馬渡埴輪製作址』勝田市教育委員会、1972年3月。
- 大塚・小林三郎『古墳辞典』東京堂出版、1982年12月。ISBN 4-490-10165-1
- 大塚・小林三郎・熊野正也『日本古墳大辞典』東京堂出版、1989年9月。ISBN 4-490-10260-7
- 大塚・小林三郎・岡内三真・佐原真・石野博信・高橋護『邪馬台国研究-新たな視点』朝日新聞社、1996年5月。ISBN 4-02-219791-9
- 大塚・森浩一・網野善彦監修、大塚・石川日出志・森岡秀人・石野博信・武末純一著『弥生時代の考古学』学生社、1998年9月。ISBN 4-311-40113-2
- 大塚・小林三郎『続日本古墳大辞典』東京堂出版、2002年9月。ISBN 4-490-10599-1
- 大塚・小林三郎『信濃大室積石塚古墳群の研究Ⅱ大室谷支群・大石単位支群の調査』東京堂出版、2006年4月。ISBN 4-490-20583-X

## 共編著
- 大塚・戸沢充則編『日本考古学用語辞典』柏書房、1996年6月。ISBN 4-7601-1302-9

## 対談
- 大塚・五木寛之『弱き者の生き方』毎日新聞社、2007年6月。ISBN 4-620-31818-3